# آگوستین عازار
آگوستین عازار (?- ۱۵ فوریه ۱۸۸۹م) کشیش مارونی، نویسنده و شاعر سوری در سدهٔ نوزدهم میلادی بود. خلاصة المعرفة فی أخص قضایا الفلسفة، دیوان شعر، الأدلة النظریة فی وحدة النفس البشریة از آثار اوست.